# Propagation ionosphérique

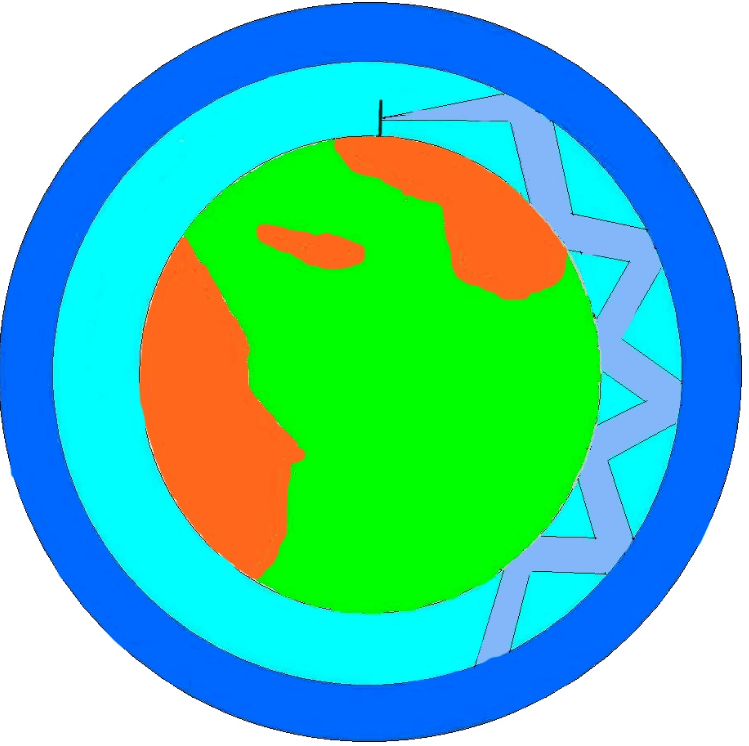
Schéma de la propagation ionosphérique des ondes radio.

On appelle propagation ionosphérique (ou liaison lointaine par réflexion ionosphérique) la propriété des ondes électromagnétiques de parcourir des distances plus grandes que la simple ligne de vue (en) par réflexion sur l’ionosphère. Les conditions de la propagation ionosphérique dépendent de plusieurs facteurs tels le cycle solaire, l'heure et les saisons.
Puisqu’elle n’est pas limitée par la courbure de la Terre, cette propagation peut être utilisée notamment pour communiquer au-delà de l’horizon, sur des distances intercontinentales.
Ce phénomène touche surtout les ondes courtes, soit les ondes à hautes fréquences. De ce fait, les ondes d'une station lointaine de radiodiffusion AM peuvent être perçues aussi clairement que si la station était rapprochée. Cela peut également se produire avec les stations de télévision à basses fréquences, lors de conditions particulières.

## Histoire

Aperçu de la transmittance (ou opacité) de l'atmosphère terrestre à différentes longueurs d'onde du spectre électromagnétique. Le domaine des ondes radio est situé à droite.

En raison de l'absorption des ondes radio par l'atmosphère, qui est proportionnelle à la distance et à la hauteur de la fréquence, ainsi que de la difficulté à générer et détecter de hautes fréquences, la propagation ionosphérique a initialement échappé aux services commerciaux. En effet, les premiers services de longues distances utilisaient la propagation de surface à de très basses fréquences. On attribue donc aux radioamateurs la découverte de la propagation ionosphérique au début des années 1920.

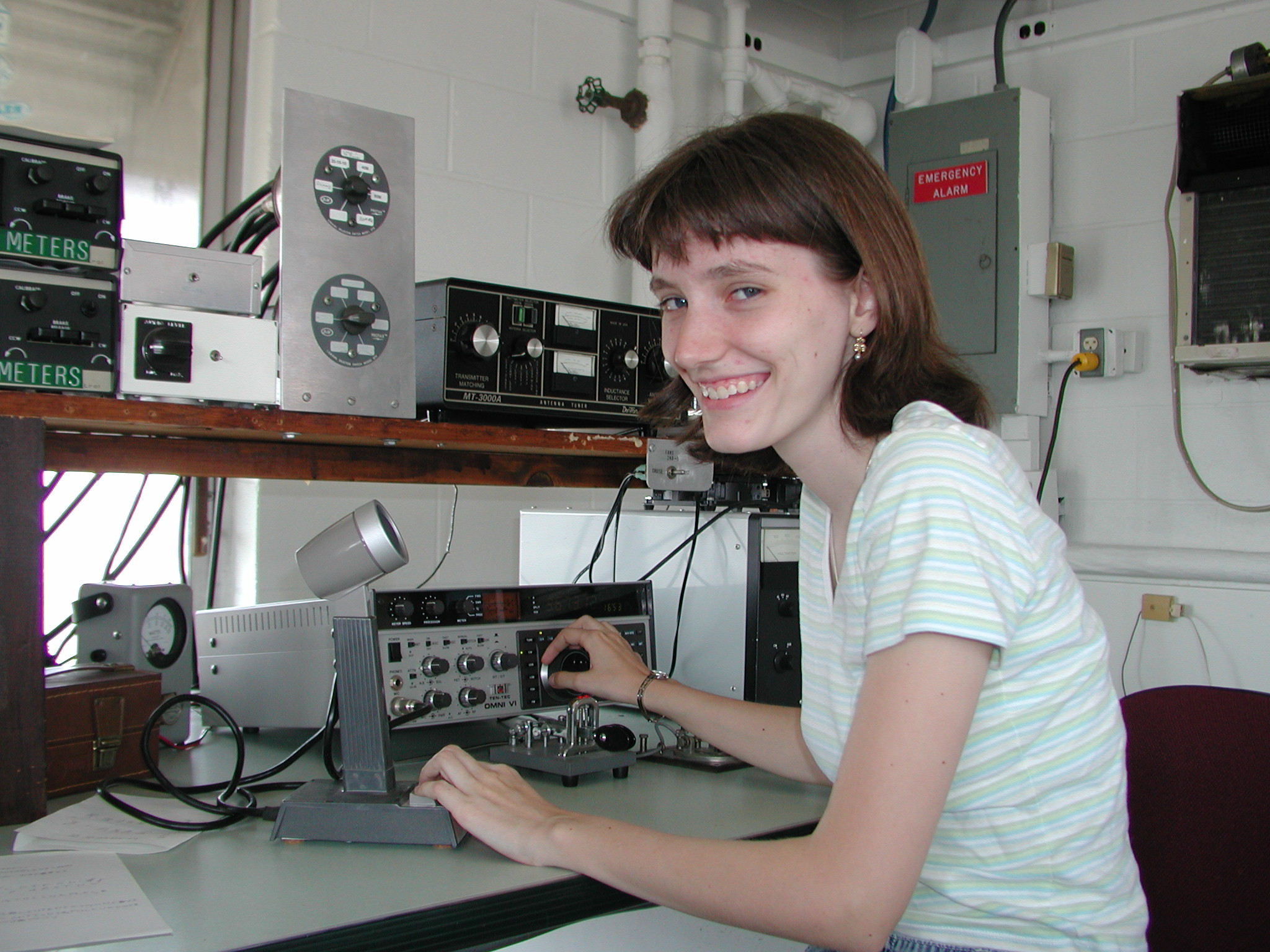
Une opératrice radio manœuvrant une station de radioamateur.

À l'époque, beaucoup plus de spectres d’ondes courtes sont disponibles pour la communication à grande distance que dans les bandes d'ondes longues. De plus, les transmetteurs, les receveurs et les antennes à ondes courtes sont en général moins onéreux que ceux nécessaires pour les ondes plus longues. Pour ces raisons, les communications à ondes courtes (sans fil) se sont beaucoup développées à partir des années 1920 .
En décembre 1921, des radioamateurs ont réussi les premiers tests dans la bande moyenne de 200 m (1 500 kHz), la plus courte longueur d'onde alors disponible pour les amateurs. En 1922, des centaines d'amateurs d'Amérique du Nord sont entendus en Europe et au moins 30 Nord-Américains entendent des signaux de l'Europe. La première communication à double sens entre des amateurs nord-américains et hawaïens se produit la même année.
L'échelle allouée aux amateurs (limite supérieure de 150-200 m) comporte plusieurs zones d'interférences et amènent ces derniers à changer pour des ondes de plus en plus courtes. À l'époque, la législation n'autorise pas l'utilisation d'ondes plus courtes. Cependant, les autorités tolèrent leur usage car les intérêts militaires ou commerciaux n'étaient pas alors perçus.
Tous se devaient de rester au-dessus de 150 m (2 MHz) excepté quelques personnes ayant obtenu une permission spéciale afin de descendre plus bas[réf. nécessaire].

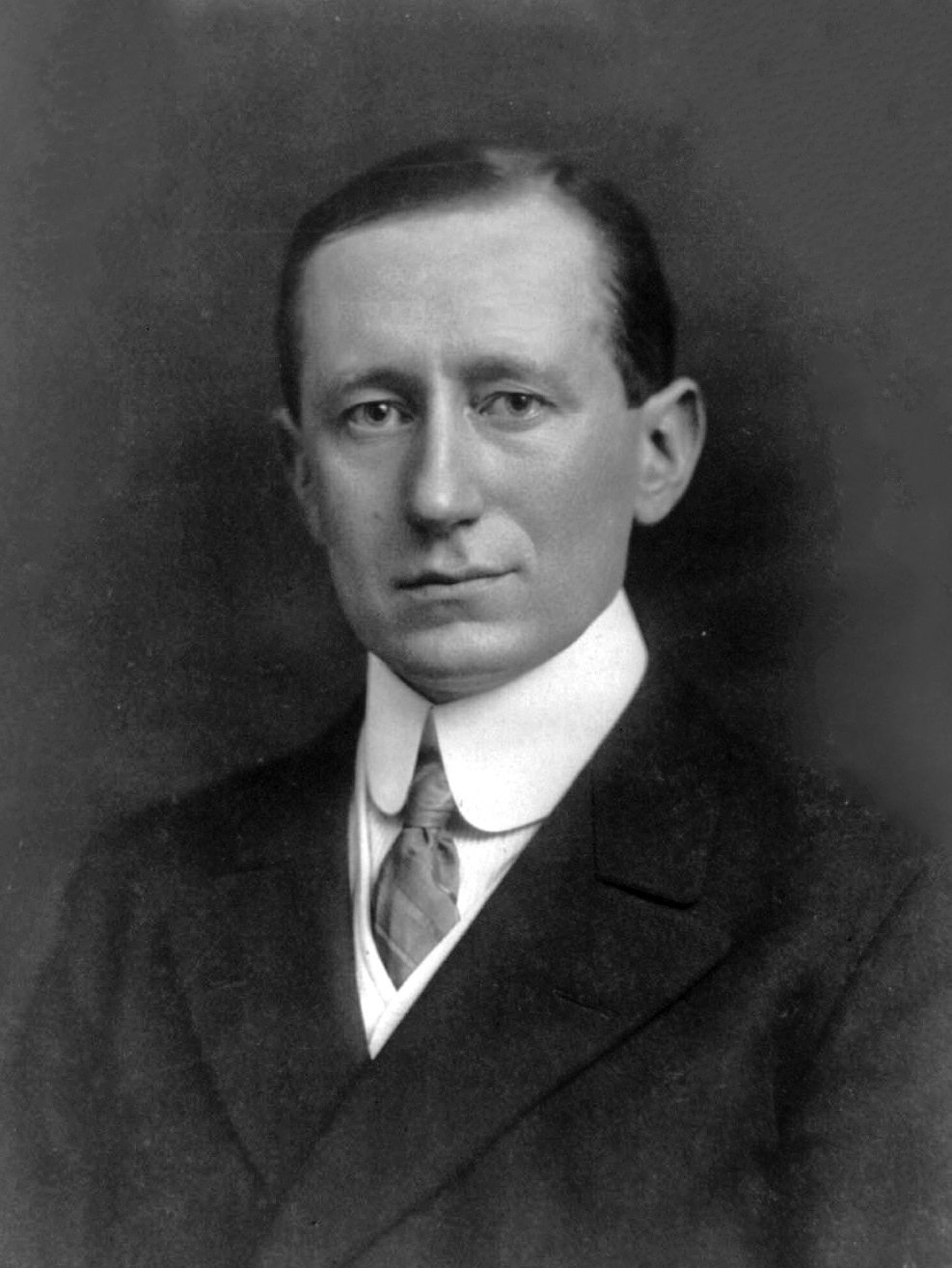
Guglielmo Marconi

Les premiers contacts à 100 m (3 MHz) se produisent en 1923. En juin et juillet, Guglielmo Marconi effectue, la nuit, des transmissions sur la bande de 97 mètres entre son yacht Ellette, situé à Cap-Vert, et la station sans fil Poldhu, à Cornouailles. En novembre, Léon Deloy effectue le premier contact transatlantique avec Fred H. Schnell.
En 1924, de nombreux amateurs créent quotidiennement des contacts transatlantiques sur une distance de plus de 9 600 km. En juillet 1924, Marconi signe un contrat avec le General Post Office afin d’installer des circuits de télégraphie à grande vitesse à ondes courtes et sans fil depuis Londres jusqu’à l’Australie, l’Inde, l’Afrique du Sud, et le Canada, établissant ainsi une bonne partie de ce qui deviendra la compagnie Imperial Wireless Chain.
Le 21 septembre, plusieurs amateurs de la Californie effectuent des liaisons à deux sens avec des amateurs de la Nouvelle-Zélande. Le 10 octobre, à la suite de la troisième National Radio Conference, trois bandes courtes sont ouvertes pour les amateurs des États-Unis : 80 m (3,75 MHz), 40 m (7 MHz) et 20 m (14 MHz). Le 19 octobre, une communication de 90 minutes est établie entre la Nouvelle-Zélande et l'Angleterre, sur une distance équivalente à presque la moitié de la circonférence terrestre.
Les bandes s'étendent au monde entier. La bande des 10 mètres (28 MHz) est ouverte le 25 novembre 1927 à la suite de la Washington International Radiotelegraph Conference.
Les services commerciaux sans-fil à ondes courtes entrent en opérations le 25 octobre 1926 entre le Royaume-Uni et le Canada, puis en 1927 pour l’Australie, l’Afrique du Sud et l’Inde.
En 1927, les compagnies de câble commencent à perdre d’importantes sommes d’argent. Une crise financière menace leur viabilité. Ces dernières étant essentielles aux intérêts stratégiques britanniques, le gouvernement britannique convoque la Imperial Wireless and Cable Conference en 1928. Le but est d’analyser la situation, soit la compétition entre les compagnies avec câble et celles sans fil. Lors de cette conférence, il est convenu que toutes les ressources pour les communications outre-mer, avec ou sans fil, doivent être réunies en un seul système. Ce système sera contrôlé par la nouvelle compagnie Imperial and International Communications Ltd, qui sera créée en 1929. En 1928, plus de la moitié des communications longues distances passent par des câbles transocéaniques.
Le 1er mai 1952, la bande des 15 mètres (21 MHz) est ouverte aux amateurs des États-Unis

## Principes physiques

### Ionosphère
L’ionosphère est une région de la haute atmosphère (de 60 à 800 km d’altitude) où l’air neutre est ionisé par les rayons cosmiques et les photons solaires. C'est cette partie de l'atmosphère qui est responsable de la propagation ionosphérique.
L'ionosphère est composée de plusieurs sous-couches identifiées par des lettres de l'alphabet. Les plus importantes sont les D, E, F1, et F2. Ces deux dernières deviennent une seule, la couche F, pendant la nuit.
- La couche D absorbe beaucoup les bandes en dessous de 10 MHz. Elle apparaît à l'aube et disparaît la nuit. Les bandes en dessous de 10 MHz sont appelées bandes de nuit, car c'est pendant la nuit, lors de l'absence de la couche D, que les ondes peuvent atteindre la couche F. Son comportement, ou plutôt sa disparition, explique toutes ces stations de radio qui apparaissent la nuit.
- La couche E, instable et erratique, est un excellent réflecteur, mais à cause de son caractère instable, elle ne peut pas être utilisée pour des communications fiables. Elle est responsable de la propagation des bandes hautes et de la VHF, dite « propagation sporadique E ».
- Les couches F1 et F2, devenues couche F la nuit, sont aussi d'excellents réflecteurs. Elles permettent la réflexion des bandes basses la nuit et des bandes hautes durant le jour.

### Propagation

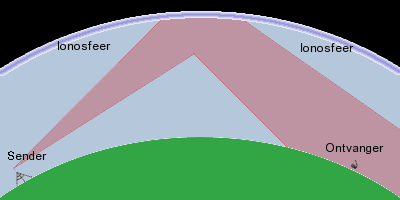
Schéma de réflexion d'ondes radio sur l'ionosphère.

La propagation ionosphérique est différente de la propagation des ondes au sol (en) (le mode de propagation dominant les très basses fréquences), où les ondes radio se déplacent à la surface du sol sans être réfléchies ou réfractées par l’atmosphère. Elle se distingue aussi de la propagation sur ligne de mire (le mode de propagation dominant des ondes à très hautes fréquences) où les ondes voyagent en ligne droite.
Lorsque les signaux hautes fréquences entrent dans l’ionosphère obliquement, ils sont diffusés. Ainsi, selon l’antenne de transmission, les signaux inférieurs à environ 10 MHz (durant le jour) et à 5 MHz (la nuit) qui entrent dans l’ionosphère avec un angle très prononcé (près de la verticale) peuvent être retournés vers la Terre dans un court intervalle. Au contraire, les signaux qui entrent dans l’ionosphère avec un angle près de l’horizontale retournent vers la Terre par des distances moyennes ou longues. En ce qui concerne les signaux à très haute fréquence (au-dessus de 30 MHz), ils sont retournés vers la Terre que lors de conditions spécifiques propre à la propagation sporadique E. Cela se produit généralement à la fin du printemps et au début de l'été et inclut les ondes radios et télé.
Une fois réfléchies, les ondes rebondissent sur la surface de la Terre, qui retourne les rayons incidents dans l’ionosphère et le cycle peut recommencer. À la façon qu’une roche peut « rebondir » à plusieurs reprises sur l’eau, le signal rebondit entre la Terre et l’ionosphère. Puisque les pertes sont plutôt petites, des signaux de seulement quelques watts peuvent parfois être reçus plusieurs milliers de kilomètres plus loin. C’est ce qui permet aux ondes courtes de voyager partout à travers le monde. Ainsi, par exemple, les voyages (ou connexions) transatlantiques sont habituellement obtenus avec deux ou trois bonds.
La surface réflexive de l’ionosphère n’est pas fixe. Elle ondule comme le fait la surface de l’océan. De ce fait, l’efficacité de la déviation varie, ce qui modifie la longueur du signal réfléchi et cause des « ombrages » dans le régime des courtes longueurs d’onde.
D'autres facteurs influencent la propagation ionosphérique. Plusieurs radioamateurs ont ainsi pu constater qu'il y a moins de stations de radio audibles le jour que la nuit. C'est cependant l'inverse pour certaines fréquences, dont les ondes sont plus audibles le jour. Cela s'explique par le fait que l'ionisation varie selon l'heure de la journée et la saison. Elle varie également selon les cycles solaires. Les propagations peuvent aussi être sérieusement affectées par les orages magnétiques. Elles peuvent même être complètement interrompues en raison d'une perturbation ionosphérique à début brusque du côté ensoleillé de la Terre.
Les conditions de propagation peuvent être déterminées à l'aide du modèle international de référence de l'ionosphère (en). Les calculs du service de prévision ionosphérique permettent ainsi de prédire les heures d'ouverture, les fréquences maximales utilisables et le niveau du signal qui sera reçu.

## Utilisations

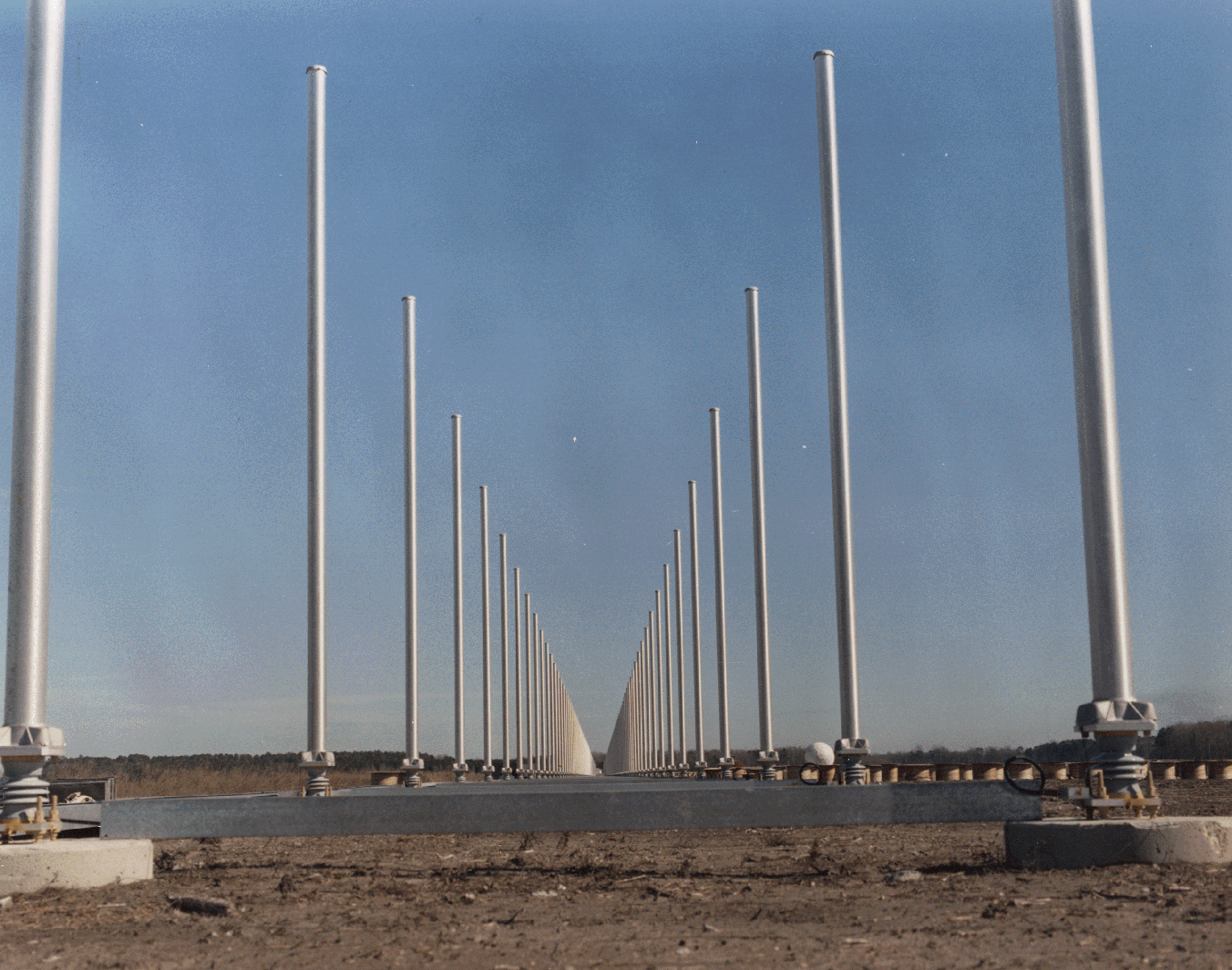
Radar trans-horizon déplaçable de la US Navy composé d'une série d'antennes dipôles

La plus grande partie des communications radio longue distance sont le résultat de la propagation ionosphérique. Entre 1 et 30 MHz, la réflexion des ondes sur les couches de l'ionosphère permet de s'affranchir du problème de l'horizon optique et d'obtenir en un seul bond une portée de plusieurs milliers de kilomètres.
La propagation ionosphérique est ainsi très utile pour la radiocommunication de catastrophe. Dans ce cas, on demande l'aide de radioamateurs afin de pouvoir utiliser leurs bandes de fréquences. Ces bandes sont bien adaptées pour les communications rapides lors d'un appel d'urgence. L'Union internationale des radioamateurs (IARU) recommande d'utiliser des bandes précises dépendamment de la situation, de la catastrophe.
La propagation ionosphérique est aussi utilisée dans les radars trans-horizon. Ces appareils servent à détecter des éléments à très longues distances (souvent quelques milliers de kilomètres).

### Articles liés
- NVIS
- Propagation des ondes radio
- Moyenne fréquence
- DXing
- Onde radio
- Orage magnétique
- Histoire de la radio
- Radar trans-horizon
- Miroir ionosphérique artificiel